# Oxford (Alabama)
Oxford è un comune degli Stati Uniti d'America situato nelle contee di Calhoun, Talladega dello Stato dell'Alabama.